# Парламентские выборы в Гренландии (2025)
Парламентские выборы в Гренландии состоялись 11 марта 2025 года, в ходе которых были избран 31 член парламента.

## Предыстория
Вопрос о независимости стал самым важным вопросом данных выборов. Партии разделились на четыре условные группы — выступающие за немедленную независимость («Налерак» и «Куллек»), за независимость («Инуит Атакватигиит» и «Сиумут»), за постепенную независимость Гренландии («Демокраатит»), а также за автономию в составе Дании («Атассут»).
В феврале 2024 года правительство («Народное сообщество» и «Вперёд») заявило, что независимость является его целью. На пресс-конференции в начале 2025 года выступающий за независимость премьер-министр Муте Боуруп Эгеде заявил, что «работа по созданию рамок для Гренландии как независимого государства уже началась», и, по-видимому, намекнул, что референдум о независимости может состояться в апреле 2025 года, одновременно с выборами.
Ситуация изменилась после того, как избранный президент США Дональд Трамп заявил о желании включить Гренландию в состав США. С тех пор премьер-министр Эгеде преуменьшил значение идеи немедленной независимости и вместо этого на пресс-конференции в Копенгагене 10 января 2025 года подчеркнул необходимость реформ в области сотрудничества между правительствами Дании и Гренландии. В интервью Fox News 16 января Эгеде заявил, что гренландцы не хотят становиться частью США.
4 февраля Парламент Гренландии единогласно назначил выборы на 11 марта. Кроме того, законодатели проголосовали за запрет иностранных и анонимных пожертвований политическим партиям на фоне интересов Трампа по приобретению острова. Кроме того, были ужесточены правила в отношении иностранных инвестиций в недвижимость.
Лидер правящей партии заявил, что в случае их переизбрания они ускорят процесс получения независимости, задействовав раздел 21 Закона о самоуправлении Гренландии для обсуждения условий будущих отношений. Для этого планируется проведение референдума о независимости. Согласно опросам, проведённым в начале 2025 года, только 28% респондентов заявили, что проголосовали бы против независимости. Однако 45% опрошенных выступили против независимости, если бы это негативно отразилось на их уровне жизни. В рамках текущего соглашения Дания выплачивает территории грант в размере 4,3 млрд. крон (580 млн. евро). Продолжит ли Дания выплачивать деньги в случае провозглашения Гренландией независимости, неизвестно, так как власти Дании отказались комментировать это «из уважения к избирательному процессу».

## Избирательная система
31 член парламента избирается по пропорциональной системе в едином общенациональном избирательном округе. Места распределяются по методу Д'Ондта.

## Партии
| Логотип | Логотип | Название                                                        | Аббр.  | Год  | Идеология                                                                  | Позиция по самоопределению           | Лидер                 | Статус на момент выборов   | Кандидатов выдвинуто |
| ------- | ------- | --------------------------------------------------------------- | ------ | ---- | -------------------------------------------------------------------------- | ------------------------------------ | --------------------- | -------------------------- | -------------------- |
|         |         | Народное сообщество гренл. Inuit Ataqatigiit «Инуит Атакатигыт» | IA НС  | 1976 | Демократический социализм, социализм, левый национализм, социал-демократия | Независимость Гренландии             | Муте Боуруп Эгеде     | Правящая                   | 39                   |
|         |         | Вперёд гренл. Siumut «Сиумут»                                   | S В    | 1977 | Социал-демократия                                                          | Независимость Гренландии             | Эрик Йенсен           | Правящая                   | 51                   |
|         |         | Налерак гренл. Naleraq «Точка ориентации»                       | PN ПН  | 2014 | Центризм, популизм,                                                        | Немедленная независимость Гренландии | Пеле Броберг          | Оппозиция                  | 62                   |
|         |         | Демократы гренл. Demokraatit                                    | D ДП   | 2002 | Либерализм, социал-либерализм                                              | Постепенная независимость Гренландии | Йенс Фредерик Нильсен | Оппозиция                  | 25                   |
|         |         | «Атассут» гренл. Atassut                                        | A А    | 1978 | Консервативный либерализм, либеральный консерватизм                        | Автономия в составе Дании            | Аккалу Йеримиассен    | Оппозиция                  | 20                   |
|         |         | Куллек гренл. Qulleq                                            | Q К    | 2023 |                                                                            | Немедленная независимость Гренландии | Карл Ингеманн         | Внепарламентская оппозиция | 16                   |
|         |         | Партия сотрудничества гренл. Suleqatigiissitsisut               | SA ПС  | 2018 | Либерализм, экономический либерализм                                       | Автономия в составе Дании            | Михаэль Росинг        | Внепарламентская оппозиция | не участвуют         |
|         |         | Потомки нашей страны гренл. Nunatta Qitornai «Нунатта Киторнаи» | NQ ПНС | 2017 | Левоцентризм, социал-демократия, децентрализация                           | Независимость Гренландии             | Виттус Квуяукитсок    | Внепарламентская оппозиция | не участвуют         |

## Опросы общественного мнения
| Даты опроса | Опрос провёл | Выборка | Вперёд            | НС     | Демократы | Налерак | Атассут | ПНС   | ПС    | Лидирует |      |   |   |      |
| ----------- | ------------ | ------- | ----------------- | ------ | --------- | ------- | ------- | ----- | ----- | -------- | ---- | - | - | ---- |
| Даты опроса | Опрос провёл | Выборка | 22–27 января 2025 | Verian | 497       | 21.9%   | 31.0%   | 18.8% | 16.5% | Лидирует | 9.7% | — | — | 9.1% |
| Выборы 2021 | —            | —       | 30.1%             | 37.4%  | 9.25%     | 12.3%   | 7.1%    | 2.4%  | 1.4%  | 7.3%     |      |   |   |      |

## Результаты
|                                   |                                   |         |       |      |       |
| Партия                            | Партия                            | Голосов | %     | Мест | Изм.  |
|                                   | «Демокраатит»                     | 8563    | 30,26 | 10   | ▲7    |
|                                   | «Налерак»                         | 7009    | 24,77 | 8    | ▲4    |
|                                   | «Инуит Атакватигиит»              | 6119    | 21,62 | 7    | ▼5    |
|                                   | «Сиумут»                          | 4210    | 14,88 | 4    | ▼6    |
|                                   | «Атассут»                         | 2092    | 7,39  | 2    | ▬     |
|                                   | «Куллек»                          | 305     | 1,08  | 0    | новая |
| Общая информация                  |                                   |         |       |      |       |
| Пустые и недействительные         | Пустые и недействительные         | 322     | 1,13  |      |       |
| Всего                             | Всего                             | 28 620  | 100   | 31   | ▬     |
| Зарегистрировано избирателей/явка | Зарегистрировано избирателей/явка | 40 369  | 70,90 |      |       |
| Источники: Qinersineq.gl          |                                   |         |       |      |       |

Оппозиционная партия «Демокраатит» стала крупнейшей в парламенте. Премьер-министром стал Йенс-Фредерик Нильсен, председатель «Демокраатит». 28 марта сформирована коалиция, в которую вошли четыре из пяти партий, представленных в парламенте, — «Демокраатит», «Инуит Атакватигиит», «Сиумут» и «Атассут». Они имеют 23 из 31 мандатов.